# Меликджанлы
Меликджанлы (азерб. Məlikcanlı) — село в Булутанском сельском административно-территориальный округе Ходжавендского района Азербайджана.

## Этимология
Название Меликджанлы с азербайджанского буквально переводится "душа Мелика".
По одной из версий, в селе был похоронен мелик дизакского магала Авак-бек (1781-1784), в его честь было названо село.

## География
Сёла Булутан, Хырманджыг и Меликджанлы входят в состав Булутанского сельского административно-территориального округа Ходжавендского района, при этом село Булутан является центром этого сельского административно-территориального округа. Село Меликджанлы расположено у подножья Карабахского хребта.

## История
Село Меликджанлы в составе Дизакского магала находилось под управлением наиба Мелик Аслан-бека Меликеганяна (1787-1832).
Епископ Армянской Апостольской Церкви Макар Бархударянц пишет о селе Меликджанлы следующее:
- "Жители переселились из Карадага. Церковь новая, каменная, священник прибывает из Гадрута. Дымов - 32, жителей - 287. (М. Бархударян).
До вхождения в состав Российской империи село Меликджанлы было в составе Дизакского магала Карабахского ханства. В 1880-х годах село было частью одного сельского общества Джебраильского уезда Елизаветпольской губернии Российской империи. После переноса административного центра уезда в село Карягино, уезд был переименован в Карягинский. В начале XX века село вошло как населённый пункт в Эдиллинское общества Карягинского уезда, как и другие сёла образованного позднее Гадрутского района.
В советский период село входило в состав Булутанского сельсовета Гадрутского района Нагорно-Карабахской автономной области (НКАО) Азербайджанской ССР.
В 1930-1931 г. на территории Автономной Области Нагорного Карабаха (АОНК) была зарегистрирована Гадрутская вспышка чумы, в ходе которой заболели и умерли 35 чел. в 5-ти населённых пунктах: соседнем Булутане, Гадруте, Шахйери, Ахуллу, в том числе и в Меликджанлы (см. раздел "Операция "Руда". Чума в Булутане").
2 сентября 1991 года на совместной сессии Нагорно-Карабахского областного и Шаумяновского районного Советов народных депутатов была принята Декларация о провозглашении Нагорно-Карабахской Республики в границах Нагорно-Карабахской автономной области (НКАО) и сопредельного Шаумяновского района Азербайджанской ССР.
26 ноября 1991 года Верховный Совет Азербайджанский Республики принял Закон "Об упразднении Нагорно-Карабахской автономной области Азербайджанской Республики". В этом Законе было постановлено помимо упразднения Нагорно-Карабахской Автономной Области (НКАО), в том числе также и переименование Мартунинского района в Ходжаведский, упразднение Гадрутского района и присоединение территории Гадрутского района в состав Ходжавендского района. В настоящее время село Меликджанлы входит в состав Булутанского сельского административно-территориальный округа Ходжавендского района Азербайджана.
В результате Карабахского конфликта село в начале 1990-х годов попало под контроль непризнанной Нагорно-Карабахской Республики (НКР). Согласно административно-территориальному делению непризнанной республики входило в состав Гадрутского района НКР и называлось Меликашен (арм. Մելիքաշեն), что с армянского языка означало "село Мелика".
14 октября 2020 года, во время Второй Карабахской войны, Президент Азербайджана Ильхам Алиев объявил об освобождении села Меликджанлы Вооружёнными Силами Азербайджана.

## Памятники истории и культуры.
В селе находится кладбище 17-19 вв. и памятник погибшим землякам, участникам Великой Отечественной войны.
На территории села Меликджанлы находится церковь Сурб Арутюн (Свято-Воскресенская церковь, арм. Սուրբ Հարություն եկեղեցի, Surb Harutyun Yekeghetsi). На тимпане входной двери сохранилась запись о строительстве церкви: «Мы, жители села Меликджалу построили церковь Св. Арутюна в 1889 году».
Это однонефная базилика прямоугольная в плане, с восточной стороны имеет полукруглый алтарь с двумя ризницами справа и слева. Снаружи двускатная крыша представляет собой односкатную крышу внутри. Единственный вход открывается с юга, освещение поступает из пяти окон, одно из которых открывается с юга, три с востока и одно с запада. Построена из местного необработанного камня, угловые бордюры, портал, бордюры на окнах тёсаные. Церковь имеет длину 16,3 метра, ширину 9,2 метра и высоту 6 метров.
В советские годы церковь использовалась как склад, тогда покрыли крышу жестью.

## Население
Население села на 2005 год составляло 14 человек, на 2015 год - 11 человек, имелось 5 фермерских хозяйств.

## Галерея
Под нижней строчкой текста основного

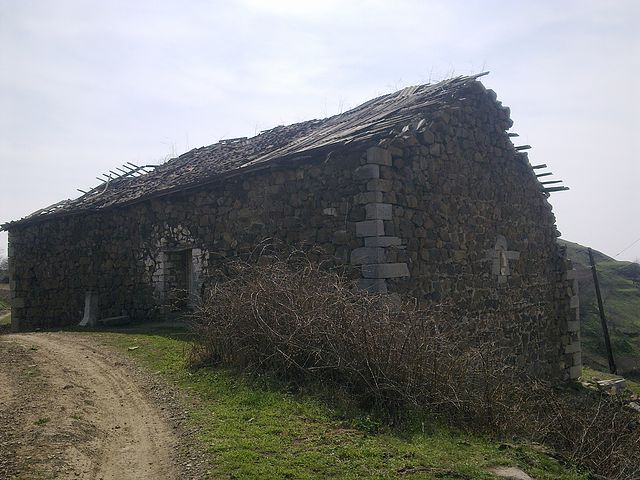
Церковь Сурб Арутюн
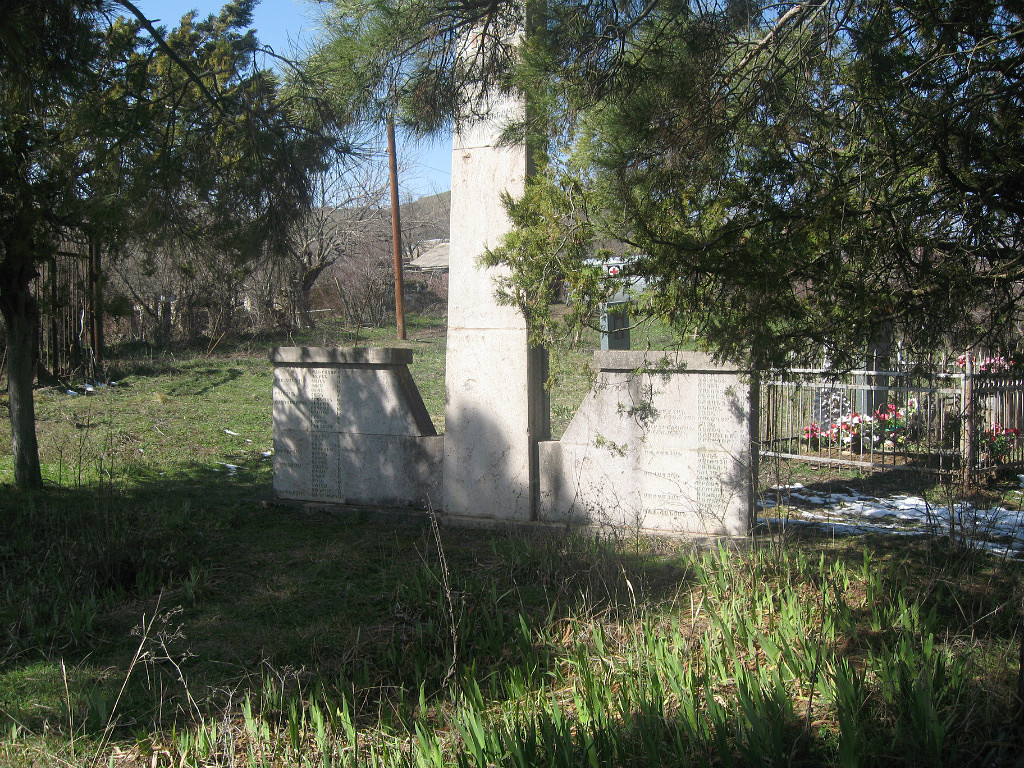
Памятник погибшим землякам, участникам Великой Отечественной войны
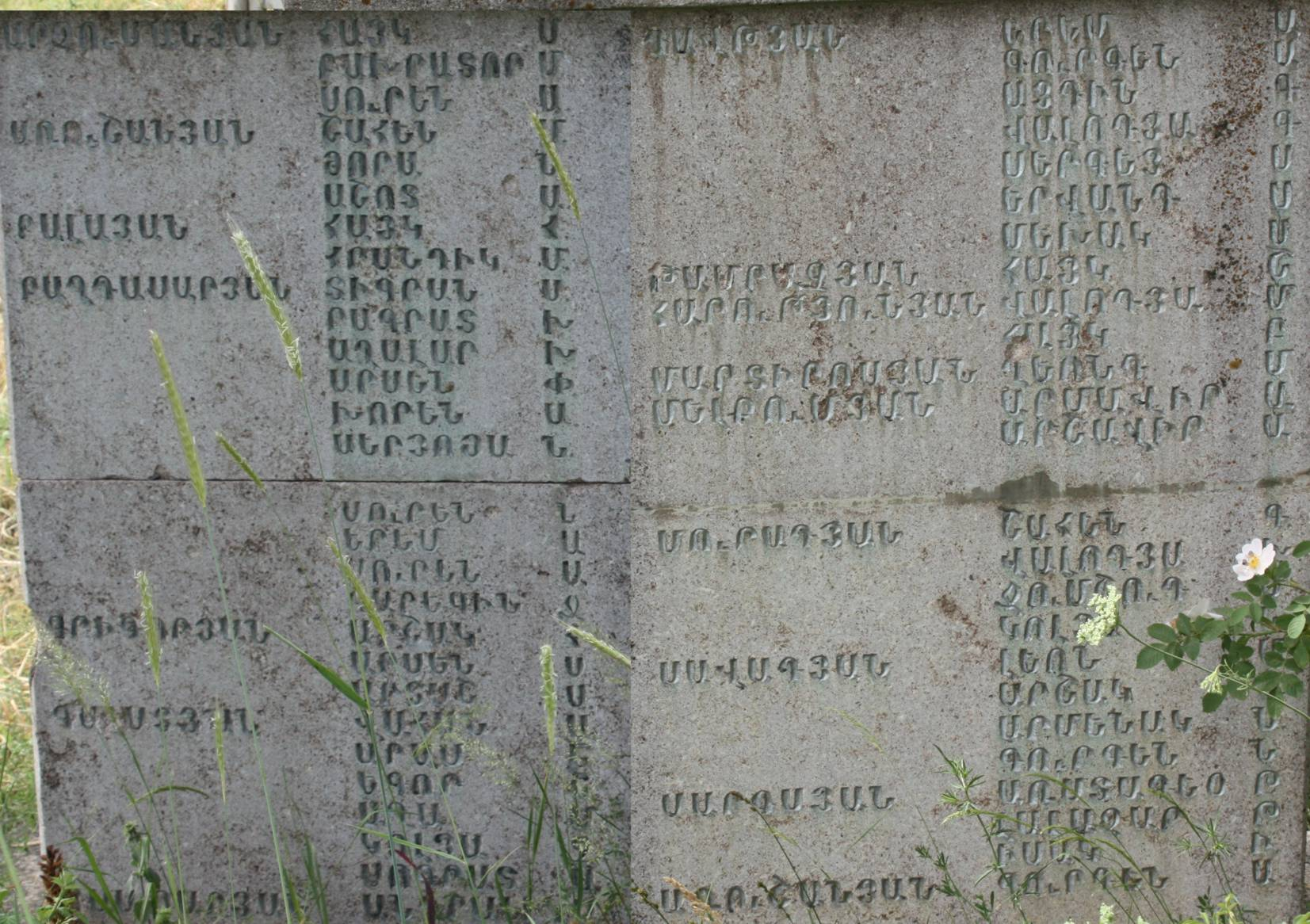
Список имён участников Великой Отечественной войны из села. Фото май 2010 г.
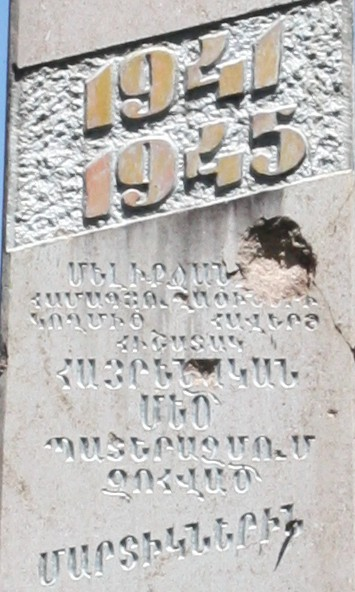
Надпись на памятнике, 1941-1945, с. Меликджанлы. Фото май 2010 г.